# Judo aux Jeux africains de 2003
Navigation
Édition précédente Édition suivante
Navigation
Édition précédente Édition suivante
La compétition de Judo aux Jeux africains de 2009 a enregistré  la participation de 14 pays.
Cette compétition tient également lieu de championnat d'Afrique de judo 2003 car cette dernière compétition a été fusionnée avec les Jeux africains de 2003 à cause des dates trop proches. Les résultats enregistrés comptent à la fois pour les Jeux et le championnat. Cette situation est identique à celle de 1999 et 2007, alors que les deux compétitions sont organisées séparément en 2011 et 2015.

## Tableau des médailles
| Rang  | Nation              | Or | Argent | Bronze | Total |
| ----- | ------------------- | -- | ------ | ------ | ----- |
| 1     | Algérie             | 8  | 3      | 4      | 15    |
| 2     | Égypte              | 4  | 4      | 0      | 8     |
| 3     | Tunisie             | 2  | 3      | 6      | 11    |
| 4     | Sénégal             | 1  | 1      | 1      | 3     |
| 5     | Nigeria             | 1  | 0      | 7      | 8     |
| 6     | Cameroun            | 0  | 1      | 6      | 7     |
| 7     | République du Congo | 0  | 1      | 1      | 2     |
| 7     | Afrique du Sud      | 0  | 1      | 1      | 2     |
| 9     | Gabon               | 0  | 1      | 0      | 1     |
| 9     | Mali                | 0  | 1      | 0      | 1     |
| 11    | Côte d'Ivoire       | 0  | 0      | 3      | 3     |
| 12    | Angola              | 0  | 0      | 1      | 1     |
| 12    | Guinée              | 0  | 0      | 1      | 1     |
| 12    | Madagascar          | 0  | 0      | 1      | 1     |
| Total | Total               | 16 | 16     | 32     | 64    |

## Podiums

### Femmes
| Épreuves                          | Or                          | Argent                               | Bronze                                                                            |
| --------------------------------- | --------------------------- | ------------------------------------ | --------------------------------------------------------------------------------- |
| Moins de 48 kg poids super-légers | Soraya Haddad Algérie       | Hajer Barhoumi Tunisie               | Moses Kazuk Angola Philomène Bata Cameroun                                        |
| Moins de 52 kg poids mi-légers    | Salima Souakri Algérie      | Hortense Diédhiou Sénégal            | Naina Cecilia Ravaoarisoa Madagascar Chahnez M'barki Tunisie                      |
| Moins de 57 kg poids légers       | Ewa Catherine Ekuta Nigeria | Lila Latrous Algérie                 | Karima Dhaouadi Tunisie Mariam Bangoura Guinée                                    |
| Moins de 63 kg poids mi-moyens    | Saida Dhahri Tunisie        | Henriette Möller Afrique du Sud      | Kahina Saidi Algérie Maryann Ekeada Nigeria                                       |
| Moins de 70 kg poids moyens       | Gisèle Mendy Sénégal        | Rachida Ouerdane Algérie             | Christiane Ndoumbe Cameroun Loveth Ilekhaize Nigeria                              |
| Moins de 78 kg poids mi-lourds    | Houda Ben Daya Tunisie      | Mélanie Engoang Gabon                | Akissa Monney Côte d'Ivoire Chahla Atailia Algérie                                |
| Plus de 78 kg poids lourds        | Samah Ramadan Égypte        | Tatiana Bvegadzi République du Congo | Marguerite Goualou Yao Côte d'Ivoire Insaf Yahyaoui Tunisie Ann Obiochina Nigeria |
| Open kg Toutes catégories         | Heba Hefny Égypte           | Insaf Yahyaoui Tunisie               | Esther Sully Nigeria Chahla Atailia Algérie                                       |

### Hommes
| Épreuves                          | Or                          | Argent                        | Bronze                                                       |
| --------------------------------- | --------------------------- | ----------------------------- | ------------------------------------------------------------ |
| Moins de 60 kg poids super-légers | Omar Rebahi Algérie         | Jean-Claude Cameroun Cameroun | Bulelani Makoba Afrique du Sud Makrem Ayed Tunisie           |
| Moins de 66 kg poids mi-légers    | Amar Meridja Algérie        | Amin El Hady Égypte           | Bokoko Ngbo Ngbo République du Congo                         |
| Moins de 73 kg poids légers       | Nourredine Yagoubi Algérie  | Mariko Bourama Mali           | Olivier Mondouho Côte d'Ivoire Etoga Bernard Mvondo Cameroun |
| Moins de 81 kg poids mi-moyens    | Amar Benikhlef Algérie      | Aboumedan El Sayed Égypte     | Abdessalem Arous Tunisie Yannick Lindjeck Cameroun           |
| Moins de 90 kg poids moyens       | Hesham Mesbah Égypte        | Skander Hachicha Tunisie      | Majemite Omagbaluwaje Nigeria Khaled Meddah Algérie          |
| Moins de 100 kg poids mi-lourds   | Bassel El Gharbawy Égypte   | Sami Belgroun Algérie         | Bara Ndiaye Sénégal Frank Ewane Moussima Cameroun            |
| Plus de 100 kg poids lourds       | Mohamed Bouaichaoui Algérie | Islam El Shehaby Égypte       | Armand Kamga Cameroun Chukwuemeka Onyemaechi Nigeria         |
| Open kg Toutes catégories         | Mohamed Bouaichaoui Algérie | Islam El Shehaby Égypte       | Majemite Omagbaluwaje Nigeria Sadok Khalgui Tunisie          |

## Source
- (ar) “ Résultats de l’Egypte aux Jeux africains de 2003”, Al-Ahram-Sports, N° 723, 28 octobre 2003, pp 56-62